# Супрамолекулярный катализ
Супрамолекулярный катализ (англ. supramolecular catalysis) — изменение скорости реакции, в которой сам катализатор или переходное состояние представляют собой супрамолекулярный ансамбль.

## Описание

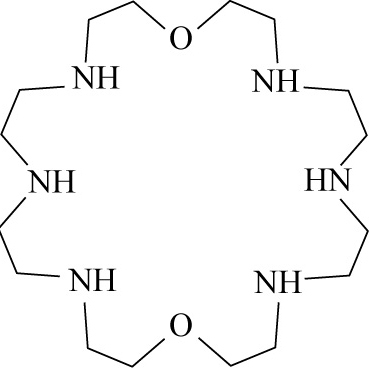
Макроцикл [24]-N_{6}O_{2}

Создание высокоэффективных и селективных катализаторов — одна из задач супрамолекулярной химии. В реакциях супрамолекулярного катализа супрамолекулярной частицей может быть как сам катализатор, так и его комплекс с субстратом (переходное состояние).
Супрамолекулярный катализ включает две основные стадии: связывание субстрата (реагента) в комплекс с катализатором и превращение субстрата внутри комплекса в продукты с последующим выделением свободного катализатора. Для обеих стадий необходимо молекулярное распознавание, то есть геометрическое соответствие между структурами катализатора, субстрата и продуктов, которое достигается методами супрамолекулярной химии. Важную роль играет также энергетический фактор — наличие сильных взаимодействий между рецепторными центрами катализатора и субстратом.
Если катализатор сам становится продуктом реакции, то система способна к воспроизводству, то есть представляет собой синтетический аналог ДНК.
Пример природного супрамолекулярного катализа — ферментативный катализ. Простой пример синтетического супрамолекулярного катализатора — макроцикл [24]-N6O2, который заметно ускоряет гидролиз АТФ до АДФ и фосфата и является тем самым аналогом фермента АТФ-азы.